# Base Naval Cavite
Estação Naval Pascual Ledesma, também conhecida como Base Naval Cavite ou Arsenal da Marinha Cavite, é uma base militar da Marinha Filipina na cidade de Cavite. Nas décadas de 1940 e 1950, era chamada de Base Operacional da Marinha das Filipinas. A base naval de 9 hectares está localizada no extremo leste de Cavite Point, no distrito de San Roque (especificamente Fort San Felipe) da cidade. Por via de trânsito, este estabelecimento naval fica ao lado do famoso Parque Samonte. Era a antiga extensão da Estação Naval dos EUA Sangley Point (transferida para as Filipinas em 1971), que agora é a Estação Naval Heracleo Alano. Em 2009, foi nomeado após Pascual Ledesma (n. 17 de maio de 1843 - m. 6 de junho de 1917), um líder da revolução filipina e o primeiro oficial-em-comando da Marinha filipina.